# Marquesado de Ciria
El marquesado de Ciria,  es un título nobiliario español, concedido por el rey Carlos III. Inicialmente, el rey el 21 de noviembre de 1771 había concedido la merced a José Pedro de Luna Gorráez-Beaumont y Hurtado de Mendoza (n. Ciudad de México, 20 de octubre de 1717), XII señor de Ciria  y Borobia, y mariscal de Castilla, único hijo de Teobaldo Fermín Gorráez (Ciudad de México, 1692-Ciudad de México, 19 de julio de 1721), XI señor de Ciria, y de su esposa Isabel Hurtado de Mendoza y Vivero, hija de María Graciana de San Diego Altamirano de Velasco y Zaldívar de Castilla, VII condesa del Valle de Orizaba, y de su esposo José Javier Hurtado de Mendoza. José Pedro de Luna Gorráez-Beaumont y Hurtado de Mendoza casó, en primeras nupcias con María Bibiana Malo de Villavicencio y Castro, hija de Pedro Malo de Villavicencio y de María Gerturdis de Castro y Cueto, y en segundas con María Gertrudis Jiménez Bolio.
Era la costumbre que el rey primero concedía la merced y era el agraciado el que elegía la denominación del título pero José Pedro de Luna Gorráez-Beaumont y Hurtado de Mendoza falleció sin haber elegido un nombre para el título y fue su hijo de su primer matrimonio, José Antonio Gorráez Beaumont y Malo de Villavicencio (también llamado José Antonio de Luna Gorráez) el que eligió la denominación –que hace referencia al municipio de Ciria, provincia de Soria– y el primero en ostentar el título según la concesión real el 18 de septiembre de 1777.
Anteriormente, el condestable Álvaro de Luna, valido de Juan II de Castilla, había dado las villas de Ciria y de Borobia a su sobrina Aldara de Luna como dote por su casamiento con Carlos de Arellano, Mariscal de Castilla, hijo de Carlos Ramírez de Arellano, señor de los Cameros, y de su esposa Constanza de Sarmiento. Estas dos villas formaron parte del mayorazgo para sus descendientes.
El título fue rehabilitado en 1925 por Luis de Marichalar y Monreal, vizconde de Eza,

## Historia de los marqueses de Ciria
- José Antonio Gorráez Beaumont y Malo de Villavicencio, también llamado José Antonio de Luna Gorráez (Ciudad de México, 20 de octubre de 1737-Ciudad de México, 1 de junio de 1795), I marqués de Ciria[10][6][5] y XIII mariscal de Castilla.[7]

Casó, el 13 de agosto de 1758, con María Manuela de Medina y Torres, hermana del I conde de Medina y Torres e hija del regidor de la Ciudad de México, Felipe Cayetano de Medina y de su esposa, María Manuela de Torres y Zapata. Sucedió su hijo:
- Francisco de Paula Gorráez y Medina (Ciudad de México, 23 de abril de 1763-30 de agosto de 1820[12]), II marqués de Ciria,[5][13][14] XIV mariscal de Castilla, alcalde ordinario y de mesta en la Ciudad de México.[7]

Casó, el 18 de noviembre de 1786, con Manuela Moreno y Castro Barrios y Alcázar. Sin descendencia, le sucedió su primo en tercer grado:
- Andrés Diego Hurtado de Mendoza y Gorráez (Ciudad de México, 21 de enero de 1779-Ciudad de México, 4 de diciembre de 1828), III marqués de Ciria,[5][15] XI conde del Valle de Orizaba,[12]  XI vizconde de San Miguel,[16] coronel de los reales ejércitos y gentilhombre de cámara del emperador Agustín de Iturbide en 1822.[12] Falleció el 4 de diciembre de 1828, asesinado durante el Motín de la Acordada.[12] Era hijo de José Hurtado de Mendoza y Malo de Villavicencio, X conde del Valle de Orizaba,[17] y de su esposa, María Ignacia Gorráez-Beaumont y Berrio.[18]

Casó, en la Ciudad de México, el 23 de marzo de 1801, con María de los Dolores Caballero de los Olivos y Rodríguez de Sandoval.
Según la Diputación Permanente y Consejo de la Grandeza de España y Títulos del Reino, Andrés Diego Hurtado de Mendoza y Gorráez fue III marqués de Ciria y no hubo sucesión en el marquesado hasta que fue rehabilitado en 1925. Tampoco Conde y Diáz-Rubín y Sanchiz Ruiz (op. cit.), citan a un sucesor en el marquesado. Soler Salcedo (2020, p. 328) tiene a una hija del III marqués, Josefa Suárez de Peredo Hurtado de Mendoza y Caballero de los Olivos, casada con John Davis Bradburn como su inmediata sucesora y, al hijo de este matrimonio, Andrés Davis y Hurtado de Mendoza, presbítero, como sucesor de su madre. Los títulos nobiliarios fueron abolidos en México y es posible que utilizaran el título, aunque no oficialmente. El título quedó suprimido en 1875.
Título rehabilitado en 1925, por
- Luis de Marichalar y Monreal (22 de enero de 1873-1945), que pasó a ser el IV marqués de Ciria[5] y VIII vizconde de Eza (por rehabiblitación a su favor en 1900). Contrajo matrimonio con María de la Encarnación Bruguera y Molinuevo.[20] Le sucedió su hijo:

- Francisco Javier de Marichalar y Bruguera (Madrid, 18 de diciembre de 1903-Madrid, 6 de marzo de 1968), V marqués de Ciria[5][21] y IX vizconde de Eza, marqués de Zafra.[22]  Se casó con Isabel de Silva y Azlor de Aragón. Le sucedió su hijo:

- Luis Ignacio de Marichalar y Silva (San Sebastián, agosto de 1946-9 de mayo de 2018), VI marqués de Ciria,[5] X vizconde de Eza, marqués de Montesa, y marqués de Zafra. Distribuyó sus títulos en vida entre sus hijos: el marquesado de Montesa para Francisco, el vizcondado de Eza para Pablo, el marquesado de Zafra para Silvia, y el marquesado de Ciria para Inés, la primogénita.[23][24] Casado con Nadine Marie Béatrix Vigier de Bailliencourt.

- Inés de Marichalar y Vigier,  VII marquesa de Ciria.[25]

Casada con Juan Manuel Contreras Delgado de Cós,